# Autopista Cheyenne
Autopista Cheyenne (títol original: Powwow Highway) és una comèdia dramàtica estatunidenco-britànica de 1989 dirigida per Jonathan Wacks. Realisme social en relació amb les lluites de la reserva que habiten els indígenes americans en els estats del Nord Central dels EUA. Ha estat doblada al català

## Argument
El combat de Buddy Red Bow - una persona introspectiva i amable en un procés de búsqueda de l'orgull i la identitat - per impedir que el seu poble, dels indis xeienes de Montana, sigui deslocalitzat en benefici d'industrials i de politics avids de diners i de poder gira malament quan s'entera que la seva germana ha estat detinguda a Santa Fe per tràfic de drogues. I, és l'únic que la pot ajudar, a ella i els seus dos fills. Fins i tot sense mitjà de locomoció, es posa a fer el viatge amb Philbert Bono, veterà de guerra del Vietnam, un home somiador i guiat per visions sagrades, a bord d'un vella Buick Wildcat que Philbert considera com el seu "ponei de guerra".

## Repartiment
- A Martinez: Buddy Red Bow
- Gary Farmer: Philbert Bono
- Joannelle Nadine Romero: Bonnie Red Bow
- Amanda Wyss: Rabbit Layton
- Sam Vlahos: cap Joseph
- Wayne Waterman: Wolf Tooth
- Margot Kane: Imogene

## Premis
- 1989: Sundance: Millor director
- 1989: Premis Independent Spirit: 3 nominacions incloent-hi millor òpera prima